# الإرشاد في معرفة حجج الله على العباد
الإرشاد في معرفة حُجَج الله على العباد، كتاب كلامي - تاريخي. مؤلفه المتكلم و الفقيه الشيخ أبو عبد الله محمد بن محمد بن النعمان العكبري البغدادي المعرف بـ"الشيخ المفيد" المتوفى 413 هـ ق. يختص هذا الكتاب بتاريخ أئمة الشیعة و یشتمل على قسمين: اختص القسم الأعظم منه بتاريخ علي بن أبي طالب والحسن والحسين و حوادث واقعة عاشوراء. و نظراً للأهمية التي حظي بها الكتاب عقد الكثير من الأعلام و الباحثين دراسات و تحقيقات تناولت الكتاب ترجمة و شرحاً و تصحيحاً.فرغ الشيخ المفيد من تدوين كتاب الإرشاد سنة 411 هـ ق أي قبل وفاته بسنتين.

## موضوع الكتاب
يتمحور الكتاب حول تاريخ حياة الأئمة الشیعة التي استقاها الشيخ المفيد من الروايات التي وصلت إليه بالإضافة إلى تعرضه للحديث عن فضائلهم و مناقبهم.

## دراسات حول الكتاب
قام الكثير من الباحثين بترجمة الكتاب و شرحه و التعليق عليه:

### التراجم
ترجم كتاب الإرشاد أول مرة تحت عنوان (التحفة السليمانية) إلى الفارسية باسم شاه سليمان الصفوي للمولى محمد مسيح الكاشاني الشهير بـ«مولا مسيحا» تلميذ المحقق آقا حسين الخوانساري. و ترجمه إلى الإنجليزية الدكتور هوارد و طبعت الترجمة في لندن. كما اشتغل كل من المحقق محمد باقر البهبودي و محمد باقر الساعدي الخراساني على تصحيح الكتاب و ترجمته، و قد صدرت إحدى الترجمتين من قبل السيد هاشم رسولي محلاتي.

### الشروح و التلخيصات
شرح الإرشاد بقلم السيد محمد باقر بن زين العابدين دستغيب الحسيني الشيرازي المتوفى سنة 1092 هـ.ق.
شرح الإرشاد (يحتمل باسم) التحفة السليمانية بقلم الشيخ سليمان الكاشاني.
(المستجاد من الإرشاد ) تأليف العلامة الحلي.
مختصر من (الإرشاد) للمفيد الموجود عند السيد محمد الكوهكمرى المكتوب سنة 982 هـ ق.

### الطبعات
صدر الطبعة العربية ذات المجلدين من قبل مؤتمر ألفية الشيخ المفيد الذي انعقد في مدينة قم عام 1413هـ ق بالقطع الوزيري، كما قامت مؤخراً مؤسسة آل البيت بتحقيق الكتاب وطبعة مع تدوين مقدمة للكتاب.

## انظر أیضا
- الشيخ المفيد
- كتاب جامع السعادات تأليف ملا مهدي النراقي